# Regard des Cascades
Le regard des Cascades est un regard, un ouvrage permettant l'accès à une canalisation, situé dans le 20e arrondissement de Paris, en France.

## Localisation
Le regard est situé sous la chaussée de la rue des Cascades, entre les nos 84 et 91, à la jonction avec la place Henri-Krasucki, dans le 20e arrondissement de Paris. Il est situé sur les pentes de la colline de Belleville.

## Historique
Le regard est bâti lors de la construction de l'aqueduc de Belleville.
L'édifice est classé au titre des monuments historiques en 2006, dans le cadre de la protection des eaux de Belleville.